# Chlorodrepanis virens
Amakihi d'Hawaï, Amakihi commun, Amakihi familier
Espèce
Répartition géographique
Statut de conservation UICN

 LC  : Préoccupation mineure
Le Chlorodrepanis virens, aussi appelé Amakihi d'Hawaï , Amakihi commun ou Amakihi familier est une espèce d'oiseaux de la famille des Fringillidae.

## Taxonomie
L'amakihi était autrefois placé dans le genre Hemignathus mais a plus tard été attribué au genre Chlorodrepanis sur la base d'analyses phylogénétiques de séquences d'ADN mitochondriales et nucléaires,.
Il y a deux sous-espèces reconnues : C. v wilsoni sur Maui, Moloka'i, et (anciennement) Lāna'i, et C. v virens sur la grande île d'Hawaï.
Chlorodrepanis virens a pour synonymes :
- Certhia virens J.F.Gmelin, 1788
- Hemignathus virens (Cabanis, 1851)
- Hemignathus virens (J.F.Gmelin, 1788)
- Loxops virens (Gmelin, 1789)
- Viridonia virens (J.F.Gmelin, 1788)
- Viridonia virens subsp. virens

## Morphologie
L'Amakihi d'Hawaï est un petit oiseau mesurant environ 10 centimètres de longueur. Il est de couleur jaune-vert avec un petit bec noir de 1,3 cm de long et a les yeux bruns avec des pupilles noires. 

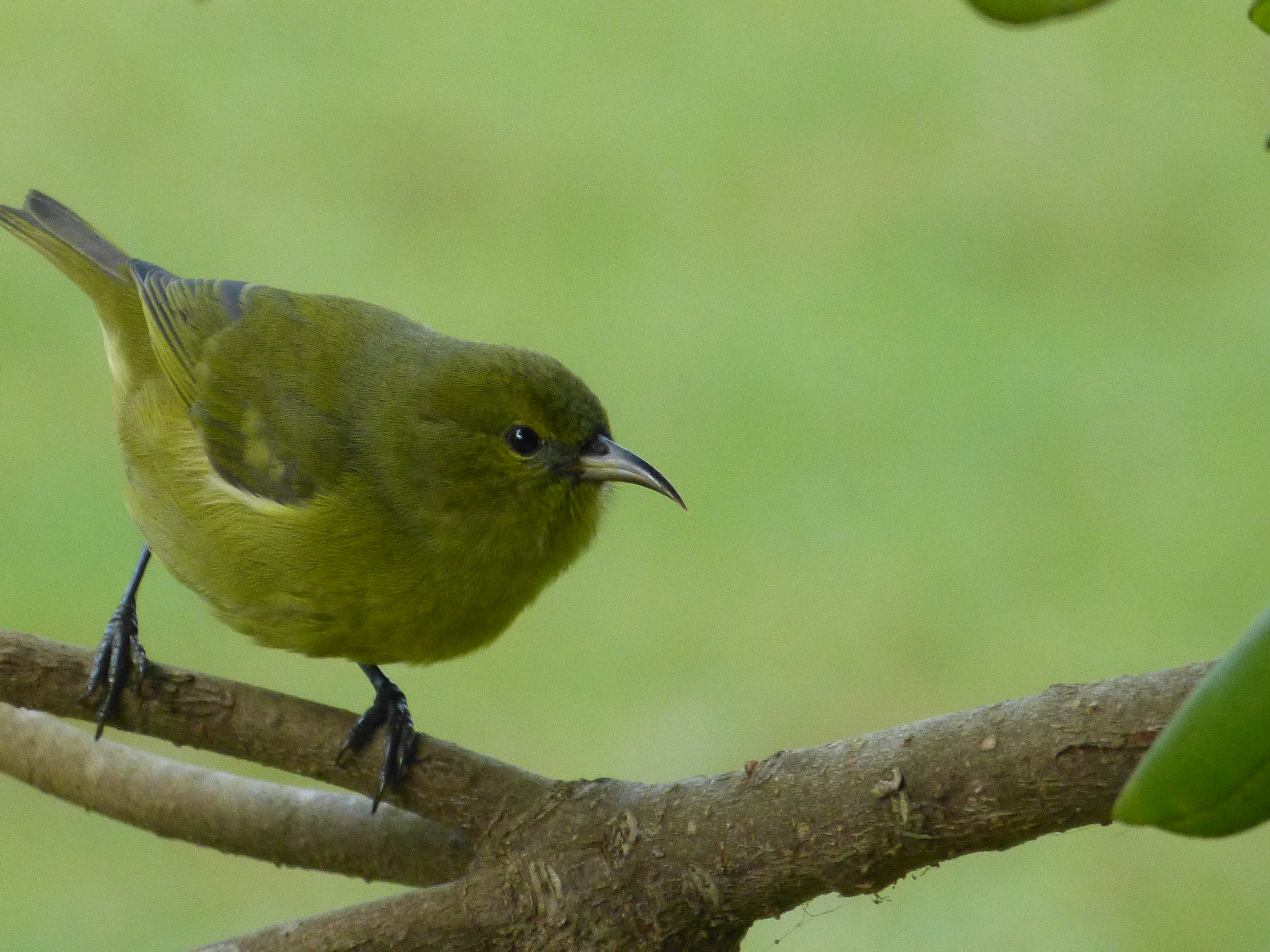
Amakihi d'Hawaï à Maui

### Chant
C'est un petit oiseau à la voix puissante. Il émet de brefs piaulements, aki, ki, ki, a, que l'on entend à plus d'un kilomètre.

### Alimentation
Le ʻAmakihi d'Hawaï a un régime très varié, et est capable de trouver de la nourriture en dépit de l'altération de son habitat. Il a une langue tubulaire, avec laquelle il boit du nectar de fleurs telles que lʻōhiʻa lehua ( metrosideros polymorpha ), lʻākala (rubus hawaiensis ) et le māmane (sophora chrysophylla ). Si nécessaire, il aspire le jus de fruits. L'Amakihi d'Hawaï chasse aussi les araignées et les insectes sur les arbres et arbustes.

### Reproduction
Pendant la saison de reproduction, entre janvier et mars, il crée un petit nid en fibres végétales tissées et ne pond dans la plupart des cas qu’un seul œuf. Dans de rares cas, l'oiseau pond deux œufs. Le poussin éclot au bout de deux semaines, nu, à l'exception de quelques plumes jaunes. Au bout de deux à trois semaines, le poussin prend son envol et part à la recherche d'un nouveau territoire.

### Habitat et distribution
Il se trouve sur la Grande Île d'Hawaï, Maui, et Molokaʻi à Hawaï. Autrefois, on le retrouvait aussi sur Lanaʻi où il a été vu pour la dernière fois en 1976. Il est l'un des guit-guit les plus communs, vivant dans tous les types d'habitat sur les îles hawaïennes, à des altitudes du niveau de la mer s'élevant à 8 000 pieds (2 438,4 m). De tous les oiseaux forestiers endémiques à Hawaï, le l'Amakihi d'Hawaï a été le moins touché par le l'altération d"habitat. On suppose qu'il a développé une résistance à des maladies telles que le paludisme aviaire. Avec le ʻApapane, il est l' un des deux guit-guits hawaïens énumérés par l'UICN comme étant une espèce de préoccupation mineure.